# Amatori Sporting Lodi 2013-2014
Questa voce raccoglie le informazioni riguardanti l'Amatori Sporting Lodi nelle competizioni ufficiali della stagione 2013-2014.

## Maglie e sponsor
Lo sponsor tecnico per la stagione 2013-2014 fu Joma, mentre lo sponsor ufficiale fu Banca Popolare di Lodi.
| 1ª divisa | 2ª divisa |

## Organigramma societario
- Presidente: Fulvio D'Attanasio
- Vicepresidente: Vittorio Codeluppi
- Direttore generale: Federico Mazzola
- Segretario: Alessandro Folli
- Addetto stampa: Massimo Stella

## Organico

### Giocatori
| N° | Naz.                 | Ruolo | Sportivo              |  |  |  |
| -- | -------------------- | ----- | --------------------- |  |  |  |
| 1  | Italia (bandiera)    | P     | Lorenzo Ostagoli      |  |  |  |
| 5  | Italia (bandiera)    | E     | Riccardo Bernabé      |  |  |  |
| 7  | Argentina (bandiera) | E     | Franco Platero        |  |  |  |
| 9  | Italia (bandiera)    | E     | Domenico Illuzzi      |  |  |  |
| 11 | Italia (bandiera)    | E     | Stefano Curti         |  |  |  |
| 12 | Italia (bandiera)    | P     | Albert Lanthaler      |  |  |  |
| 13 | Italia (bandiera)    | E     | Riccardo Luppi        |  |  |  |
| 18 | Italia (bandiera)    | P     | Mauro Dal Monte       |  |  |  |
| 58 | Italia (bandiera)    | E     | Filippo Dal Monte     |  |  |  |
| 88 | Italia (bandiera)    | E     | Francesco De Rinaldis |  |  |  |
| 99 | Italia (bandiera)    | E     | Matteo Brusa          |  |  |  |

### Staff tecnico
- Allenatore:  Aldo Belli
- Allenatore in seconda:  Rinaldo Uggeri
- Preparatore atletico:  Daniele Cella